# Permanentspeichermedium
Ein Permanentspeichermedium – allgemeiner auch nichtflüchtiger Speicher genannt – ist ein Informations- oder Datenspeicher, der seine Information persistent speichert. Es gibt unterschiedliche Arten von Speichermedien, beispielsweise nur lesbare, einmalig beschreibbare oder wiederbeschreibbare Datenträger für die elektronische Datensicherung. Permanantspeicher sind dafür gedacht Daten dauerhaft zu erhalten.

## Physische und optische Speicher
Zu den dauerhaften Speichermedien gehören neben Schriften die in Stein, Holz geritzt wurden (Runen, Hieroglyphen) Tontafeln mit Keilschrift sowie gedruckte Medien, wie Bücher oder Zeitschriften. Diese sind im Allgemeinen nicht neu beschreibbar und unterscheiden sich durch die Haltbarkeit der verwendeten Materialien sowie in deren Handhabung, Beanspruchung oder Alterung.
Hierzu zählen:
- in Stein gehauene Schrift oder Bildzeichen
- Wandmalereien und Bilder
- bedrucktes Papier, Urkunden, Dokumente
- Schallplatte, CD
- Lochkarten, Lochstreifen
- Fotografien und Filmrollen

Beispiele für überschreibbare Trägermedien:
- Schreibtafeln

## Elektronische, optische und magnetische Speicher
Elektronische Speicher sind Medien, die Daten in oder auf elektronischen Bauelementen oder Schaltkreisen speichern. Diese lassen sich in drei Gruppen unterteilen.
1. Flüchtige Speicher – verlieren beispielsweise ihre Information wenn sie von der Batterie getrennt werden
2. Semi-permanente Speicher – die gespeicherte Informationen wird dauerhaft gespeichert ist jedoch veränderbar
3. Sekundäre oder permanente Speicher – die einmal eingegebenen Daten lassen sich nicht verändern oder überschreiben, bei einem Stromausfall bleiben die Informationen jedoch erhalten.[2] Sie werden daher auch als nichtflüchtige Datenspeicher bezeichnet.

Der Vorteil elektronischer Speichermedien ist ihre hohe Speicherkapazität. Ein Nachteil ist die relativ schnelle Alterung der Informationsträger. Durch diesen Prozess kann es zu einer Zerstörung wichtiger Informationen kommen.
Zu den permanenten Speichern zählen alle Festwertspeicher
- CD-ROM, CD-R, DVD-ROM, DVD±R, BD-R
- ROM (Read-Only Memory)
- PROM (Programmable Read-Only Memory)

Beispiele für überschreibbare (semi-permanente) Trägermedien:
- Magnetband (Musikkassette, Videokassette, Tonband, Digital Audio Tape, Datasette)
- RAM (Random-Access Memory, Arbeitsspeicher im Computer)
- wiederbeschreibbare Disketten, CD oder DVD und Festplattenlaufwerke, SD-Karten,
- Flash-Speicher, z. B. USB-Sticks
- Magnetkernspeicher, Magnetstreifenkarten